# 山田村 (大阪府三島郡)
山田村（やまだむら）は、かつて大阪府にあった村。現在の吹田市北部の地名として残っており、山田上、山田中、山田小川、山田別所、山田下の5つの大字で構成されていた。
1955年（昭和30年）10月15日に全域が吹田市に編入されたが、1957年（昭和32年）12月28日に大字山田小川・山田別所・山田上の一部が茨木市に分離・編入された。

## 沿革
- 1889年（明治22年）4月1日 - 町村制施行に伴い、島下郡山田村が発足。
- 1896年（明治29年）4月1日 - 郡制施行に伴い、三島郡が成立。
- 1955年（昭和30年）10月15日 - 吹田市に編入され三島郡より離脱・消滅。
- 1957年（昭和32年）12月28日 - 旧村域の一部（山田小川・山田別所・山田上・山田下の各一部）が茨木市に編入。

## 出身・ゆかりのある人物
- 島定治郎（大阪府多額納税者、実業家、政治家） - 島貿易社長。貴族院議員。